# 大阪市教育委員会
大阪市教育委員会（おおさかしきょういくいいんかい）は、大阪市の行政組織。大阪市内の教育に関連した調査などを行う行政委員会である。

## 組織
- 教育委員会事務局
  - 総務部
  - 教務部
  - 生涯学習部
  - 指導部
  - 中央図書館
  - 学校運営支援センター
  - 教育センター

## 在日外国人の採用
大阪府教育委員会とともに、公立学校園教員採用選考テストにおいて、1975年から独自に国籍条項を撤廃し、在日韓国人を中心とした在日外国人の教員採用を行ってきた。

## その他
- 夏休みの短縮

市内の中学校に冷房を完備でき暑くても学習ができる環境が整ったと言う理由で平成２６年度から従来より夏休みを１週間短縮し学習時間を増やす。